# Юпер
Юпер (болг. Юпер) — село в Болгарии. Находится в Разградской области, входит в общину Кубрат. Население составляет 502 человека.

## Политическая ситуация
В местном кметстве Юпер, в состав которого входит Юпер, должность кмета (старосты) исполняет Стефан Илиев Станчев (независимый) по результатам выборов правления кметства.
Кмет (мэр) общины Кубрат — Ремзи Халилов Юсеинов (ДПС) по результатам выборов в правление общины.